# Oswald Boelcke
Oswald Boelcke (19 de maio de 1891 – 28 de outubro de 1916) foi um piloto alemão da Primeira Guerra Mundial e um dos mais influentes líderes e estrategistas dos primeiros anos de combate aéreo. É considerado o pai da Força Aérea Alemã. Foi o primeiro a formalizar as regras de combate aéreo, que foram apresentadas na Dicta Boelcke. O grande ás da aviação Manfred von Richthofen, foi ensinado por Boelcke, que continuou a idolatrar seu mentor mesmo depois de o ter superado em vitórias:
| “ | Depois de tudo sou somente um piloto de combate, mas Boelcke foi um herói | ” |

Boelcke nasceu em Giebichenstein (atualmente Halle an der Saale), filho de um professor de escola que retornara havia pouco da Argentina. Seu sobrenome era escrito originalmente Bölcke, quando Oswald e seu irmão mais velho Wilhem retiraram o trema e optaram pela forma latina de escrita, mas a pronúncia é a mesma.

## Primeira Guerra Mundial

### 1914
Em meados de 1914, Boelcke foi transferido para o que era então conhecido como o Fliegertruppe. Seu treinamento de voo ocorreu entre maio e agosto no Fliegerschule Halberstädter. Passou os exames finais de piloto em 15 de agosto de 1914. Ele foi imediatamente colocado em serviço ativo. Devido à influência de seu velho irmão, Hauptmann Wilhelm Boelcke, Boelcke foi inicialmente lançado para a Fliegerabteilung 13 (Aviação Seção 13), dos quais Wilhelm era membro. Boelcke ganhou uma Cruz de Ferro de Segunda Classe por voar 50 missões com esta unidade, em companhia de seu irmão. Eles eram uma equipe tão bem sucedida que despertou a antipatia em outros membros da seção. Como resultado, Wilhelm foi transferido para longe de seu irmão.

## Bibliografia

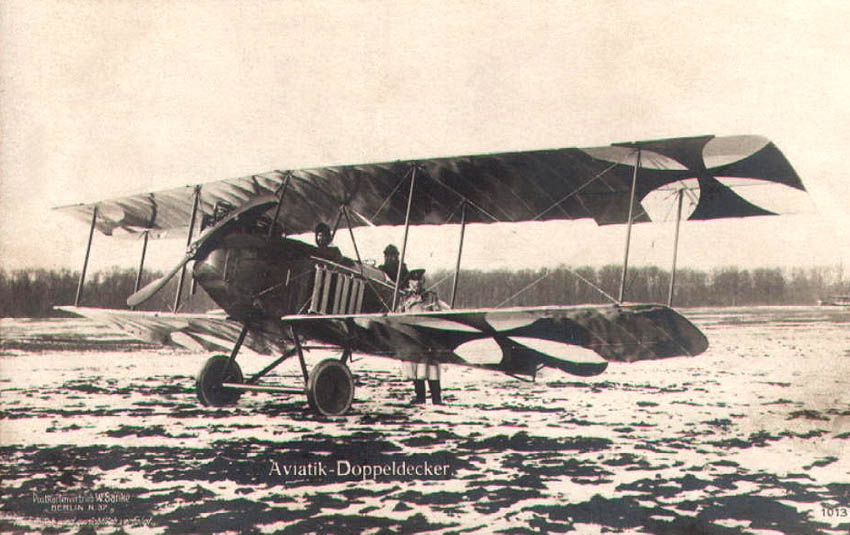
A aeronave de instrução de Boelcke era um Aviatik B.I